# Суткі (Люблінське воєводство)
Сутки (пол. Sutki) — частина села Переорськ у Польщі, в Люблінському воєводстві Томашівського повіту, ґміни Томашів.

## Історія
Первісним населенням Суток були русини, які компактно проживали на своїх історичних землях. 